# Алисов, Вадим Валентинович
Вади́м Валенти́нович Али́сов (20 февраля 1941, Киев, СССР — 9 мая 2021, Москва, Россия) — советский и российский кинооператор. Народный артист России (2001).

## Биография
Родился 20 февраля 1941 года в Киеве. Мать — актриса Нина Алисова (1915—1996), отец — кинорежиссёр, художник Валентин Кадочников (1912—1942), сестра — актриса и художник Лариса Кадочникова (род. 1937), отчим — кинооператор Пётр Кузнецов.
После окончания школы предпринял неудачную попытку поступить во ВГИК (сдав специальность на «отлично», завалил историю СССР), устроился работать на телевидение, потом в киносъёмочную группу в НИИ. Затем пришёл на «Мосфильм» в цех вспомогательной операторской техники. Работал ассистентом кинооператора Владимира Нахабцева на картинах «Зигзаг удачи», «Ирония судьбы, или С лёгким паром!», «Гараж».
Окончил заочное отделение ВГИКа в 37 лет. Дипломной работой стал полнометражный художественный фильм Эльдора Уразбаева «Транссибирский экспресс», получивший Государственную премию Казахской ССР. В 1978 году снял фильм режиссёра Петра Тодоровского «В день праздника». Плодотворно сотрудничал с режиссёрами Эльдаром Рязановым, Владимиром Меньшовым.
В 1980-е годы читал курсы лекций и проводил практические занятия по «Основам операторского мастерства» на режиссёрском отделении Высших курсов сценаристов и режиссёров. Профессор кафедры операторского мастерства ВГИКа. В 2010-е годы руководил мастерской кинооператорского факультета Московского института телевидения и радио «Останкино» (ныне Высшая школа «Останкино»).
Член Союза кинематографистов СССР (Москва), член Президиума Российской Академии кинематографических искусств «Ника», входил в состав Совета Академии (секция кинооператоров).
Скончался 9 мая 2021 года в Москве из-за оторвавшегося тромба. Прощание с кинооператором прошло 13 мая в Центральном Доме кино. Похоронен рядом с матерью на Троекуровском кладбище.

## Фильмография
- 1977 — Транссибирский экспресс
- 1978 — В день праздника
- 1979 — Мужчины и женщины
- 1980 — Гражданин Лёшка
- 1981 — Элия Исаакович и Маргарита Прокофьевна (короткометражный)
- 1981 — Смотри в оба!
- 1981 — Крепыш
- 1982 — Вокзал для двоих
- 1984 — Жестокий романс
- 1985 — Любимец публики
- 1985 — Из жизни Потапова
- 1986 — Там, где нас нет
- 1987 — Забытая мелодия для флейты
- 1988 — Дорогая Елена Сергеевна
- 1988 — БОМЖ
- 1990 — Моя морячка
- 1990 — Алка
- 1990 — Аферисты
- 1991 — Агенты КГБ тоже влюбляются
- 1991 — Линия смерти
- 1992 — Высшая мера
- 1992 — Новый Одеон
- 1992 — На Дерибасовской хорошая погода, или На Брайтон-Бич опять идут дожди
- 1993 — Приговор
- 1993 — Кодекс бесчестия
- 1993 — Анна: от 6 до 18
- 1995 — Ширли-мырли
- 1996 — Привет, дуралеи!
- 1997 — Сладкая сказка (короткометражный)
- 2000 — Зависть богов
- 2004 — Место под солнцем (сериал)
- 2004 — Парни из стали (сериал)
- 2005 — Брежнев (сериал)
- 2006 — Андерсен. Жизнь без любви
- 2007 — Святое дело
- 2007 — Платина (сериал)
- 2007 — Сыщик Путилин (сериал)
- 2008 — День Д
- 2008 — Застава Жилина (сериал)
- 2008 — Платина 2
- 2010 — Все ради тебя
- 2010 — Морпехи
- 2012 — Воин.com
- 2013 — Мститель (сериал)
- 2013 — Не бойся, я с тобой! 1919
- 2015 — Людмила Гурченко (сериал; в соавторстве)

## Награды и звания
- заслуженный деятель искусств РСФСР (8 января 1992)[8];
- народный артист Российской Федерации (21 ноября 2001) — за большие заслуги в области искусства[9];
- орден Дружбы (26 августа 2020) — за большой вклад в развитие отечественной культуры и искусства, многолетнюю плодотворную деятельность[10].